# Ptilotus
Ptilotus ist eine Pflanzengattung in der Familie der Fuchsschwanzgewächse (Amaranthaceae). Die etwa 90 Arten kommen bis auf zwei Arten nur auf dem australischen Festland vor. Trivialnamen für Ptilotus-Arten sind Mulla Mulla, Pussy Tails, Lämmerschwanz und Haarschöpfchen.

## Beschreibung

### Erscheinungsbild und Blätter
Ptilotus-Arten wachsen als selten einjährige bis meist ausdauernde krautige Pflanzen, Halbsträucher oder Sträucher. Oft ist ein verholzter „Wurzelstock“ vorhanden. Die oberirdischen Pflanzenteile sind kahl bis schwach flaumig oder wollig behaart. Die in einer grundständigen Rosette und/oder wechselständig am Stängel verteilt angeordneten Laubblätter sind gestielt bis sitzend.

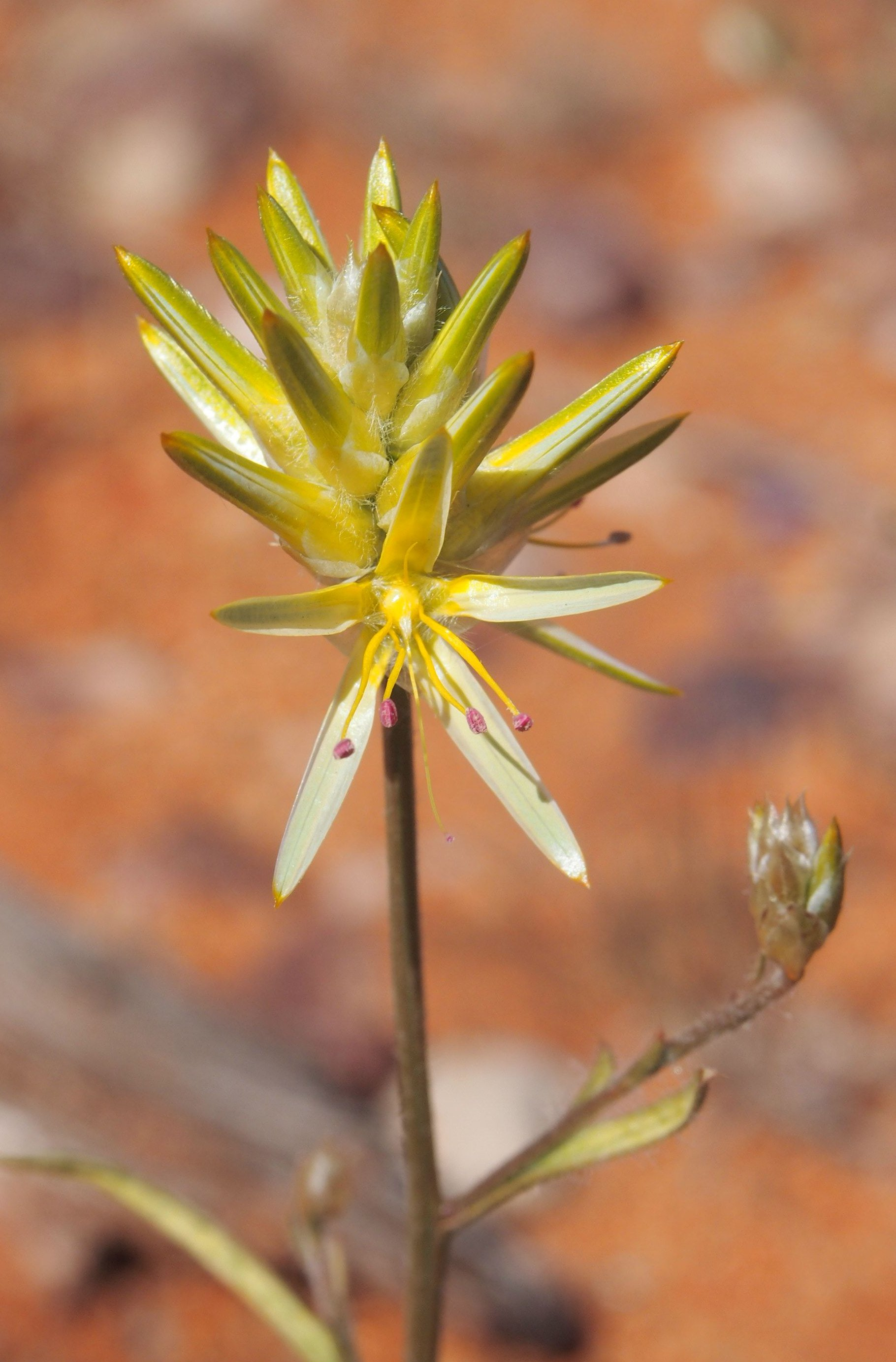
Ptilotus gaudichaudii in Blüte

### Blütenstände, Blüten und Diasporen
Die meist endständigen, manchmal seitenständigen, sitzenden oder auf Blütenstandsschäften stehenden Blütenstände sind ährig, kugelförmig, eiförmig, mehr oder weniger zylindrisch, selten sind sie unterbrochen oder zusammengesetzt; die meist vielen Blüten stehen dicht zusammen. Die Blütenstandsachse ist wollig behaart. Die oft leuchtenden Farben der Blütenstände reichen von schimmernd weiß über silberfarben und grünlich-gelb bis malven-, purpur- oder rosafarben. Die oft haltbaren Tragblätter und je Blüte zwei Deckblätter sind meist eiförmig mit scharfer Spitze, trockenhäutig, kahl oder unterschiedlich behaart.
Die zwittrigen Blüten sind fünfzählig. Die fünf außen unterschiedlich fedrig oder wollig behaarten, mehr oder weniger linealischen, steifen Blütenhüllblätter sind frei oder nur kurz an ihrer Basis verwachsen. Es ist nur der äußere Kreis mit fünf Staubblättern vorhanden, von denen oft ein bis drei zu Staminodien reduziert sind. Die Staubfäden sind meist etwas kürzer als die Blütenhüllblätter und meist an ihrer Basis zu einem häutigen, harten Becher verwachsen, gelegentlich mit kleinen Zähnen, die sich mit den Staubfäden abwechseln. Der sitzende oder kurz gestielte Fruchtknoten enthält eine hängende Samenanlage.
Als Ausbreitungseinheit (Diasporen) dienen die von den Blütenhüllblättern umhüllt bleibenden Samen (kleine Nüsse); diese Ausbreitungseinheit wird Utriculus genannt. Die Blütenhüllblätter verkahlen bis zur Fruchtreife.

## Vorkommen
Die über 90 Arten gedeihen fast alle ursprünglich in ariden bis semiariden (trockeneren) Gebieten des Festlandes des subtropischen bis tropischen Australiens. Nur eine Art (Ptilotus spathulatus) kommt auch in Tasmanien vor und eine andere Art (Ptilotus conicus) ist auch im südlichen Malesien auf den Kleinen Sundainseln (Flores, Roti, Timor, Wetar) und den Südlichen Molukken (Tanimbar, Key) anzutreffen. So kommen beispielsweise in Western Australia etwa 80 Arten und in New South Wales etwa 22 Arten vor.

## Systematik
Die Erstveröffentlichung der Gattung Ptilotus erfolgte 1810 durch Robert Brown in Prodromus Florae Novae Hollandiae, S. 415. Das Artepitheton ptilotos bedeutet ledrig oder geflügelt und bezieht sich auf die behaarten Blüten. Synonyme für Ptilotus R.Br. sind Dipteranthemum F.Muell., Trichinium R.Br., Hemisteirus F.Muell.
Es gibt etwa 90 Ptilotus-Arten:
- Ptilotus aervoides (F.Muell.) F.Muell.
- Ptilotus albidus (C.A.Gardner) Benl
- Ptilotus alexandri Benl
- Ptilotus aphyllus Benl
- Ptilotus appendiculatus Benl
- Ptilotus aristatus Benl
- Ptilotus arthrolasius F.Muell.
- Ptilotus astrolasius F.Muell.

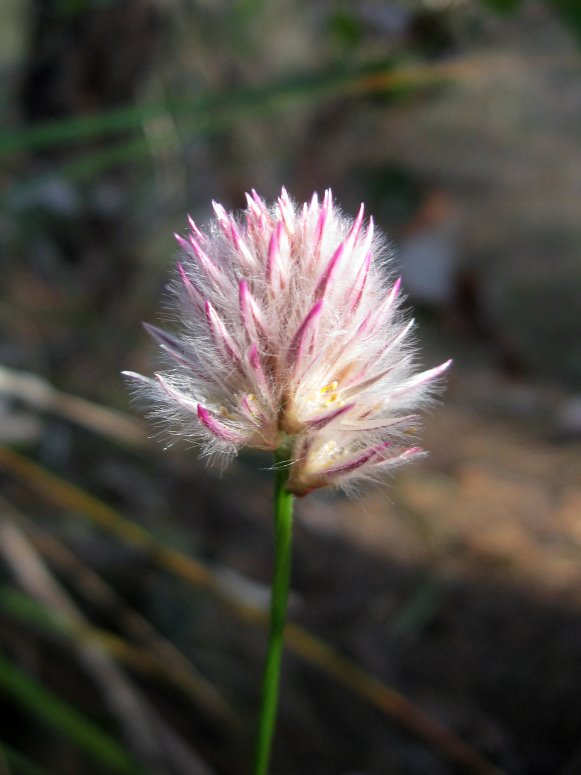
Ptilotus drummondii

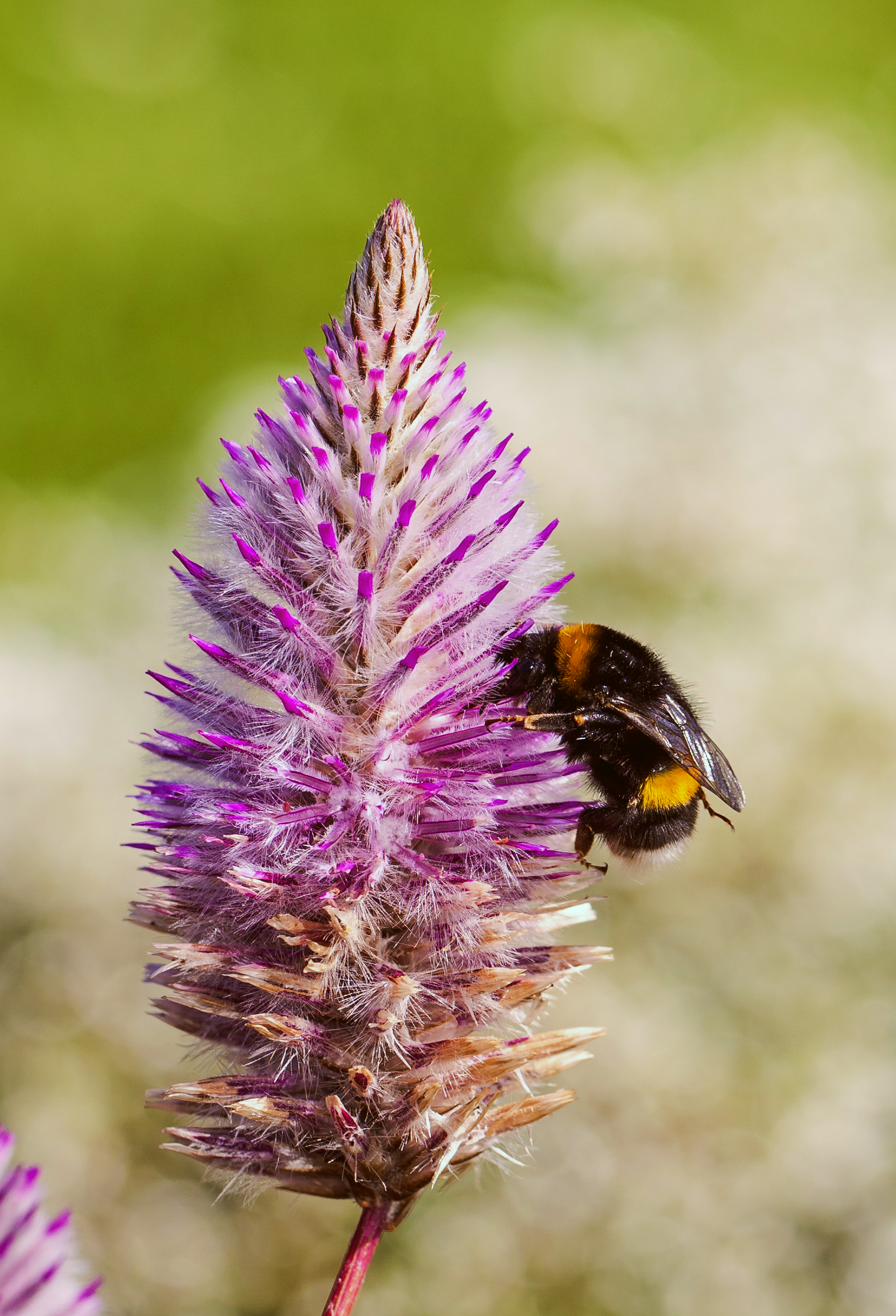
Ähriger Blütenstand von Ptilotus exaltatus

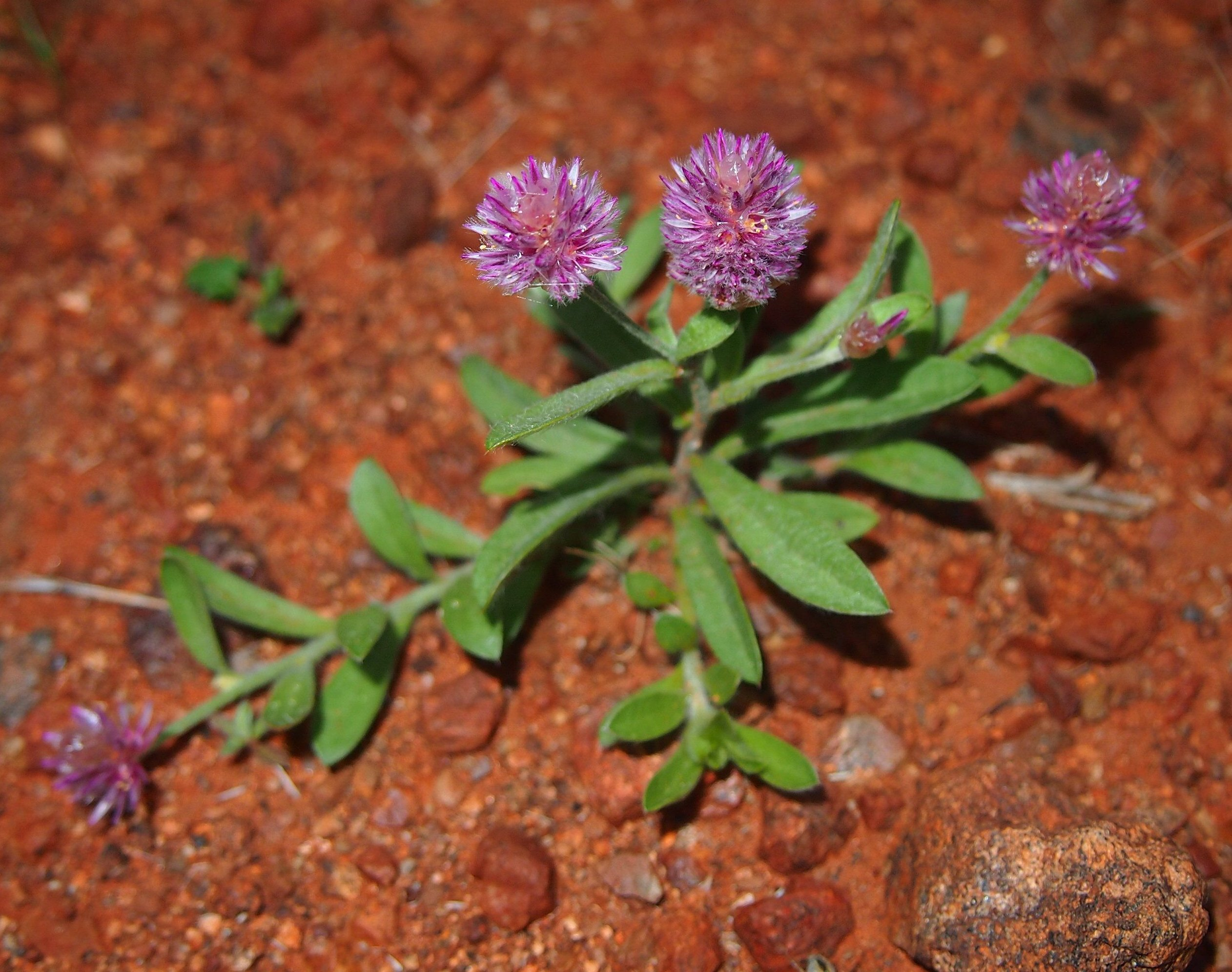
Ptilotus helipteroides

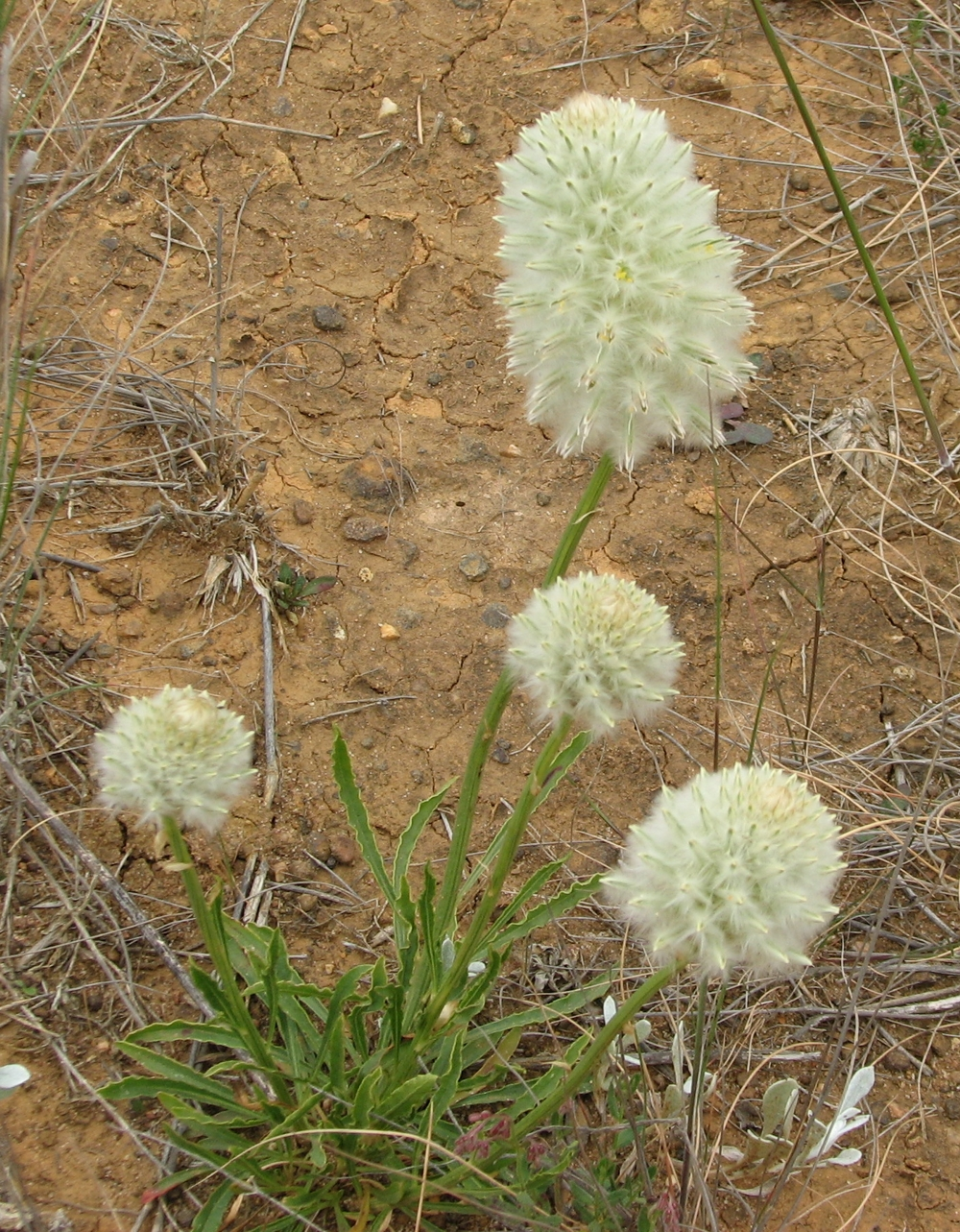
Habitus von Ptilotus macrocephalus

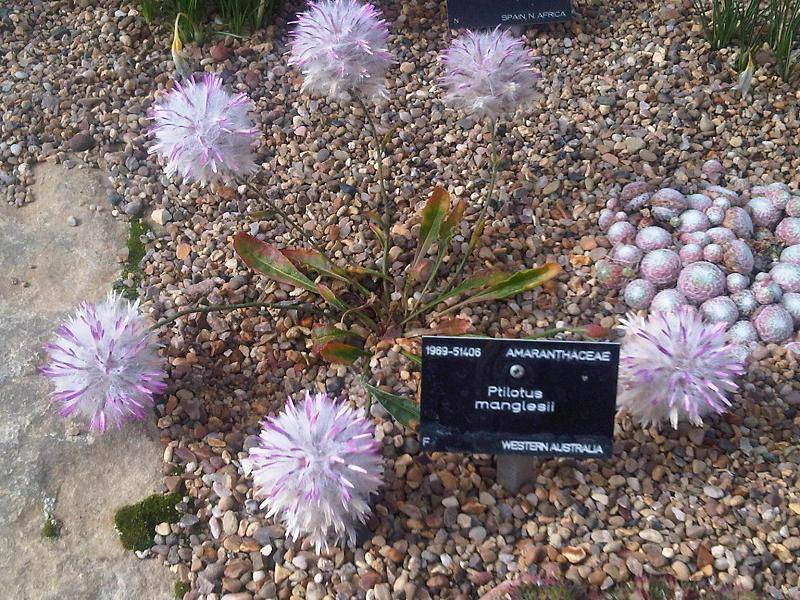
Habitus von Ptilotus manglesii

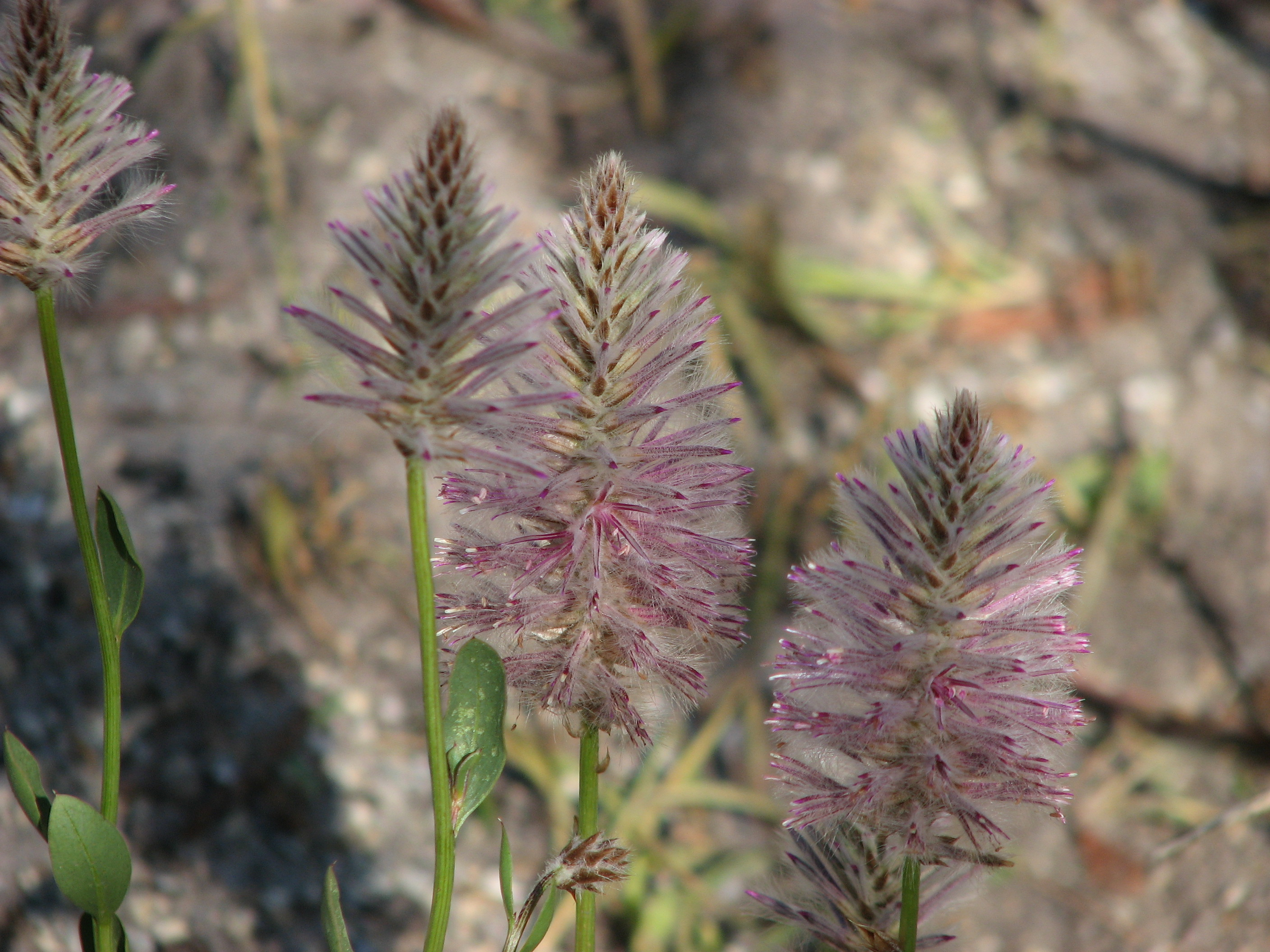
Blütenstände der Sorte Ptilotus nobilis 'Passion'

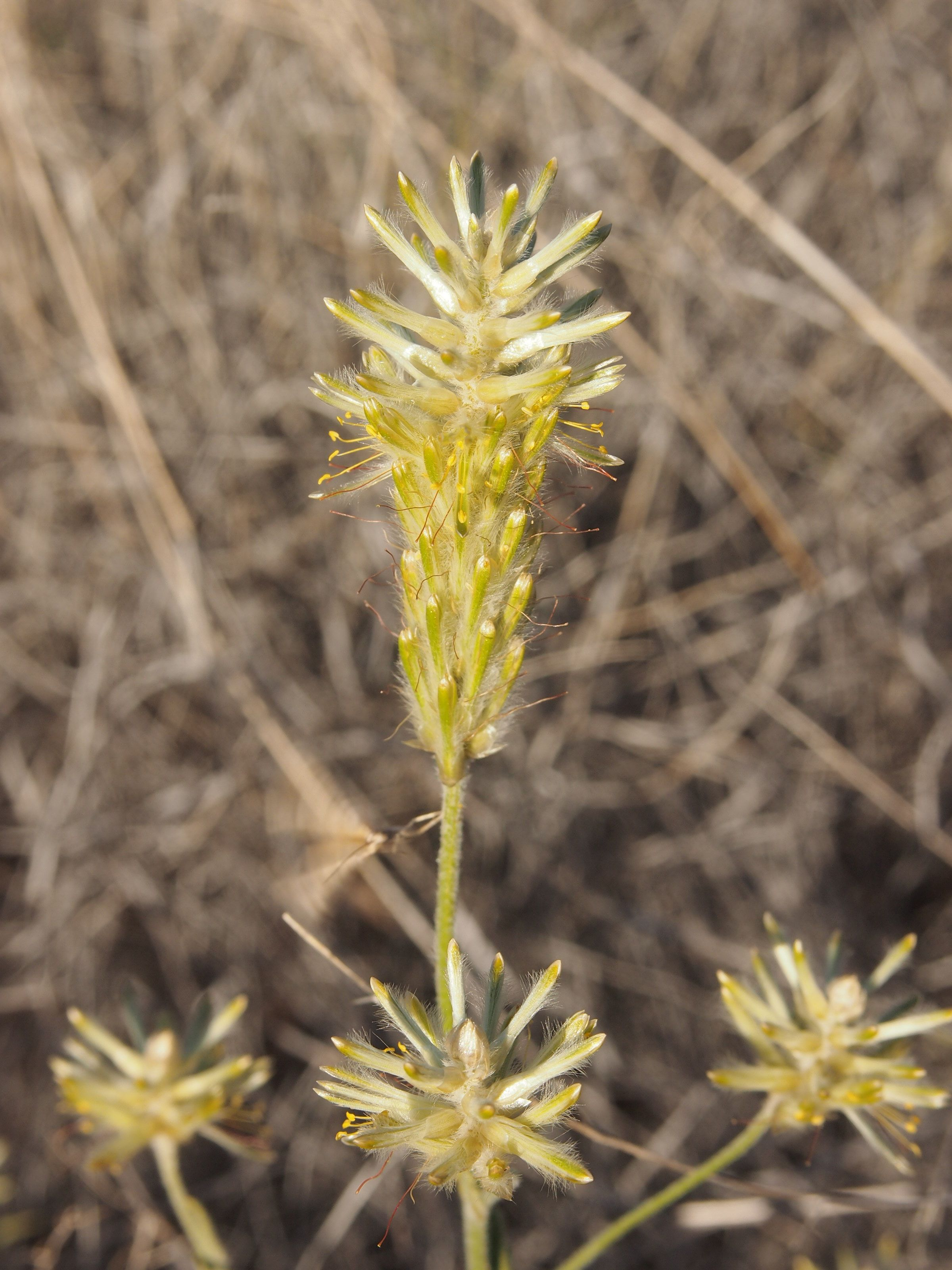
Ptilotus polystachyus

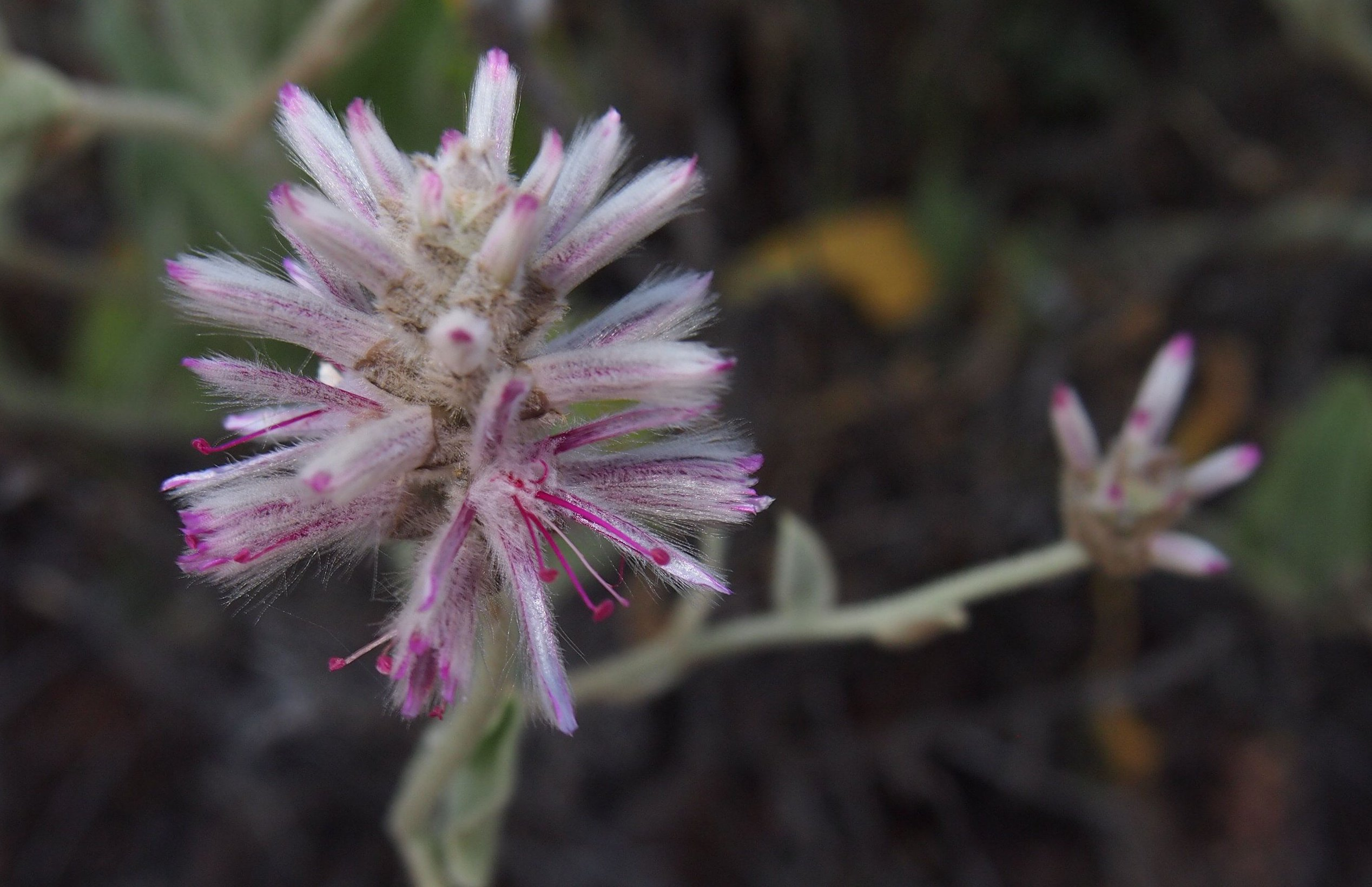
Ptilotus sessilifolius

- Ptilotus atriplicifolius (Moq.) Benl
- Ptilotus auriculifolius (Moq.) F.Muell.
- Ptilotus axillaris (Benth.) F.Muell.
- Ptilotus beckerianus (F.Muell.) F.Muell. ex J.M.Black
- Ptilotus blackii Benl
- Ptilotus brachyanthus (Benth.) F.Muell.
- Ptilotus caespitulosus F.Muell.
- Ptilotus calostachyus (F.Muell.) F.Muell.
- Ptilotus capitatus (F.Muell.) C.A.Gardner
- Ptilotus carinatus Benl
- Ptilotus carlsonii F.Muell.
- Ptilotus chamaecladus Diels
- Ptilotus chippendalei Benl
- Ptilotus chortophytum (Diels) Schinz
- Ptilotus chrysocomus R.W.Davis
- Ptilotus clementii (Farmar) Benl
- Ptilotus conicus R.Br.: Sie ist die einzige Art, die auch in Malesien vorkommt, aber sie kommt auch im westlichen Australien vor[4].
- Ptilotus corymbosus R.Br.
- Ptilotus crispus Benl
- Ptilotus decipiens (Benth.) C.A.Gardner ex A.W.Hill
- Ptilotus declinatus Nees
- Ptilotus distans (R.Br.) Poir.
- Ptilotus divaricatus (Gaudich.) F.Muell.
- Ptilotus drummondii (Moq.) F.Muell.
- Ptilotus eriotrichus (Ewart & J.White) P.S.Short
- Ptilotus erubescens Schltdl.
- Ptilotus esquamatus (Benth.) F.Muell
- Ptilotus exaltatus Nees
- Ptilotus extenuatus Benl
- Ptilotus fasciculatus W.Fitzg.
- Ptilotus fraseri (Moq.) F.Muell.
- Ptilotus fusiformis (R.Br.) Poir.
- Ptilotus gardneri Benl
- Ptilotus gaudichaudii (Steud.) J.M.Black
- Ptilotus gomphrenoides Benth.
- Ptilotus grandiflorus F.Muell.
- Ptilotus halophilus R.W.Davis
- Ptilotus helichrysoides (F.Muell.) F.Muell.
- Ptilotus helipteroides (F.Muell.) F.Muell.
- Ptilotus holosericeus (Moq.) F.Muell.
- Ptilotus humilis (Nees) F.Muell.
- Ptilotus incanus (R.Br.) Poir.
- Ptilotus indivisus Benl
- Ptilotus johnstonianus W.Fitzg.
- Ptilotus kenneallyanus Benl
- Ptilotus lanatus Moq.
- Ptilotus latifolius R.Br.
- Ptilotus lazaridis Benl
- Ptilotus leucocomus (Moq.) F.Muell.
- Ptilotus macrocephalus (R.Br.) Poir.
- Ptilotus manglesii (Lindl.) F.Muell
- Ptilotus marduguru Benl
- Ptilotus mitchellii Benl
- Ptilotus mollis Benl
- Ptilotus murrayi F.Muell.
- Ptilotus nobilis (Lindl.) F.Muell.
- Ptilotus obovatus (Gaudich.)  F.Muell.
- Ptilotus parvifolius (F.Muell.) F.Muell.
- Ptilotus petiolatus Farmar
- Ptilotus polakii F.Muell.
- Ptilotus polystachyus (Gaudich.) F.Muell.
- Ptilotus procumbens Benl
- Ptilotus pyramidatus (Moq.) F.Muell.
- Ptilotus rigidus Lally
- Ptilotus robynsianus Benl
- Ptilotus roei (Benth.) F.Muell.
- Ptilotus rotundifolius (F.Muell.) F.Muell.
- Ptilotus royceanus Benl
- Ptilotus schwartzii Tate
- Ptilotus semilanatus (Lindl.) J.M.Black
- Ptilotus seminudus (J.M.Black) J.M.Black
- Ptilotus sericostachyus (Nees) F.Muell.
- Ptilotus sessilifolius (Lindl.) Benl
- Ptilotus spathulatus (R.Br.) Poir.: Sie kommt im südlichen Australien und Tasmanien, sowie dazwischen liegenden Inseln vor.

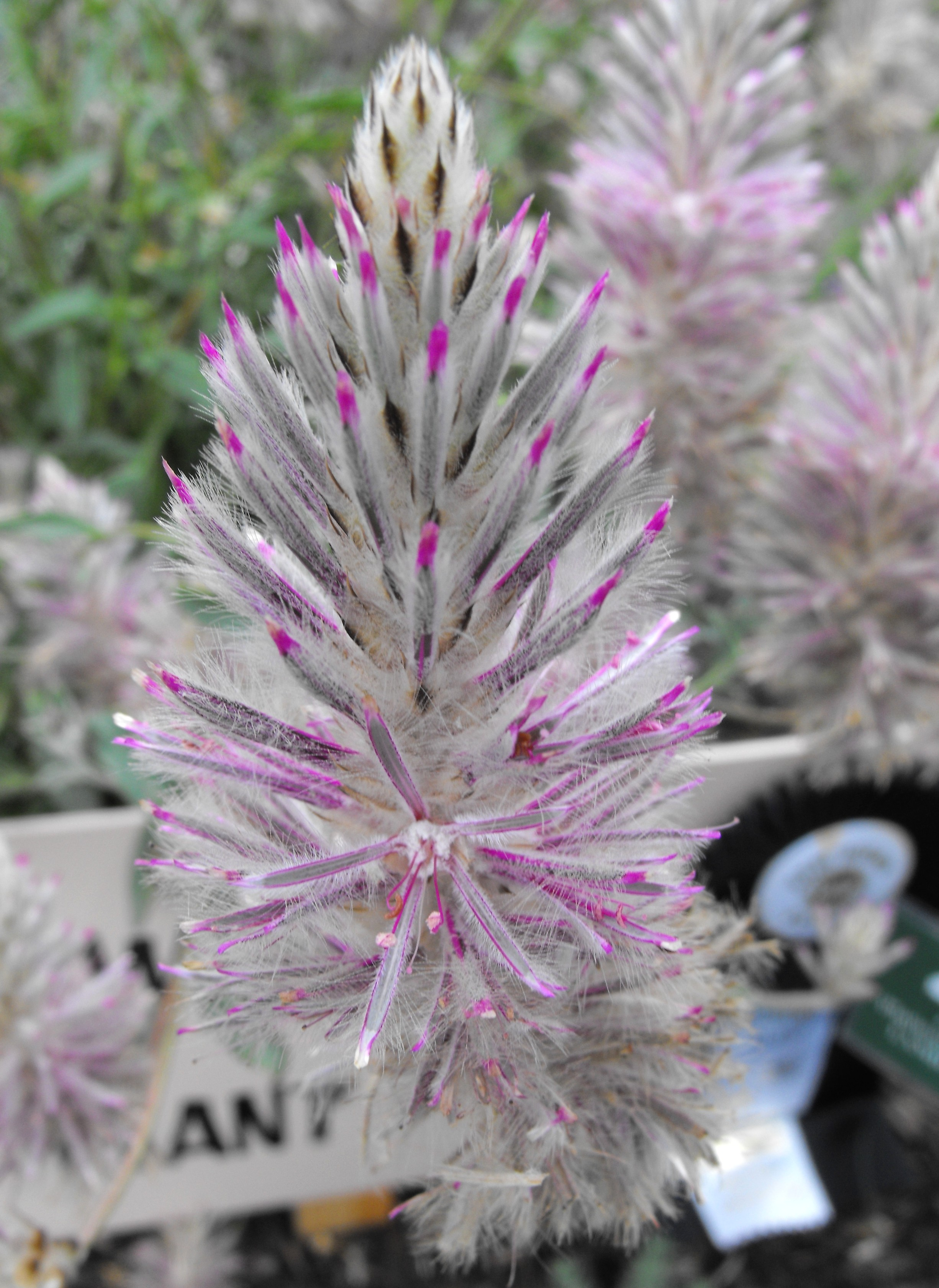
Blütenstand der Sorte Pilotus 'Platinum Wallaby'.

- Ptilotus stirlingii (Lindl.) F.Muell.
- Ptilotus subspinescens R.W.Davis
- Ptilotus symonii Benl
- Ptilotus tetrandrus Benl
- Ptilotus trichocephalus Benl
- Ptilotus villosiflorus F.Muell.
- Ptilotus wilsonii Benl

## Nutzung
Einige Ptilotus-Sorten, manchmal als Haarschöpfchen bezeichnet, werden als Zierpflanzen verwendet.

## Belege
- Eintrag bei Western Australia Flora, Leslie Watson 2008.
- S. W. L. Jacobs & L. Lapinpuro: Ptilotus. In: PlantNET - New South Wales Flora Online. Royal Botanic Gardens & Domain Trust, abgerufen am 26. November 2012 (englisch).
- Ptilotus. In: Electronic Flora of South Australia Fact Sheet. State Herbarium of South Australia, abgerufen am 26. November 2012 (englisch).